# أبيجيل ديزني
أبيجيل ديزني (بالإنجليزية: Abigail Disney)‏ هي منتجة أفلام أمريكية، ولدت في 24 يناير 1960 في كاليفورنيا في الولايات المتحدة.

## وصلات خارجية
- أبيجيل ديزني على موقع IMDb (الإنجليزية)
- أبيجيل ديزني على موقع ميتاكريتيك (الإنجليزية)
- أبيجيل ديزني على موقع ألو سيني (الفرنسية)
- أبيجيل ديزني على موقع تيرنر كلاسيك موفيز (الإنجليزية)
- أبيجيل ديزني على موقع أول موفي (الإنجليزية)
- أبيجيل ديزني على موقع قاعدة بيانات الفيلم (الإنجليزية)
- أبيجيل ديزني على موقع كينوبويسك (الروسية)